# واندا سایکس
واندا سایکس (انگلیسی: Wanda Sykes؛ متولد ۷ مارس ۱۹۶۴) نویسنده، کمدین، بازیگر و گوینده آمریکایی است. وی در سال ۱۹۹۹ برنده جایزه امی شد. همچنین وی به خاطر ایفای نقش در فیلم کمدی مادر های بد و همچنین ایفای نقش در سریال‌های  زیاد ذوق‌زده نشو و کشمکش خوب شناخته شده‌است.
واندا سایکس به عنوان گوینده در آن سوی پرچین، رئیس مزرعه، خرس برادر ۲، ریو و عصر یخبندان: رانش قاره‌ای، دوست‌دختر خارق‌العاده سابق من، کریسمس مادرهای بد، پایین به زمین، جکسی، دوستی و فروشنده‌ها، قسمت دوم حضور داشته‌است.
همچنین او یکی از سه مجری مراسم نود و چهارمین دوره جوایز اسکار بود.